# Vienna Open 2022 - Qualificazioni doppio
Le qualificazioni del doppio al Vienna Open 2022 sono state un torneo di tennis preliminare per accedere alla fase finale della manifestazione. I vincitori dell'ultimo turno sono entrati di diritto nel tabellone principale. In caso di ritiro di uno o più giocatori aventi diritto, sono subentrati i lucky loser, ossia i giocatori sconfitti all'ultimo turno che avevano una classifica più alta rispetto agli altri partecipanti che avevano perso nel turno finale.

## Teste di serie
1. Tomislav Brkić /  Gonzalo Escobar (ultimo turno)

1. Nicolás Barrientos /  Miguel Ángel Reyes Varela (primo turno)

## Qualificati
1. Sander Gillé /  Joran Vliegen

## Tabellone
|  | Primo turno | Primo turno                                  | Primo turno                                  | Primo turno | Primo turno |  |  | Ultimo turno | Ultimo turno                   | Ultimo turno | Ultimo turno | Ultimo turno |  |
|  |             |                                              |                                              |             |             |  |  |              |                                |              |              |              |  |
|  | 1           | Tomislav Brkić Gonzalo Escobar               | 5                                            | 6           | [11]        |  |  |              |                                |              |              |              |  |
|  | WC          | Neil Oberleitner Jurij Rodionov              | 7                                            | 4           | [9]         |  |  | 1            | Tomislav Brkić Gonzalo Escobar | 6(0)         | 6            | [4]          |  |
|  |             | Sander Gillé Joran Vliegen                   | Sander Gillé Joran Vliegen                   | 7           | 6           |  |  |              | Sander Gillé Joran Vliegen     | 7            | 4            | [10]         |  |
|  | 2           | Nicolás Barrientos Miguel Ángel Reyes Varela | Nicolás Barrientos Miguel Ángel Reyes Varela | 6           | 1           |  |  |              |                                |              |              |              |  |